# 日清Spa王
日清Spa王あるいは日清スパ王（にっしんスパおう）は、日清食品が販売していたインスタントスパゲティである。2024年現在は冷凍食品タイプの「日清Spa王PREMIUM」（製造は日清食品冷凍）のみが販売されている。

## 歴史
1995年に初代が発売。元々は同社の『日清ラ王』シリーズで培った「生タイプ麺を使ったインスタント食品」のノウハウを応用して開発された商品で、カップ麺タイプでミートソースとペペロンチーノの2タイプからスタートした。同年のSMBCコンサルティングによるヒット商品番付で前頭筆頭にランクされるヒット商品となった。
2000年にはチルド麺を採用した「NEWスパ王」、2007年にはレンジ調理タイプの「日清レンジSpa王」を投入したほか、2010年には冷凍食品タイプの「日清Spa王PREMIUM」を発売した。
2011年には、前年に『日清ラ王』が生タイプ麺の使用をやめノンフライ麺に移行したのに歩調を合わせ、ノンフライ麺タイプのカップ麺を発売するが、「ラ王」と異なりノンフライ麺版は定着せず、結局翌2012年には再び生タイプ麺採用の「生タイプSpa王」を発売し元の路線に戻った。
2016年8月を置いて、カップ麺としてのspa王が終売。翌年2017年4月においては期間限定で復刻。
CMには鈴木保奈美、工藤静香、深田恭子が出演していた。